# Skiffle
L'skiffle és un tipus de música folk influenciat per gèneres com el country, el jazz i el blues. Els músics utilitzen instruments com la guitarra acústica, l'harmònica o el banjo, i instruments improvisats o casolans com pintes, cassoles, un safareig o taula de rentar, fulls de paper, etc.

## Història
L'skiffle va començar a fer-se popular als Estats Units a principis del segle xx a Nova Orleans. El diccionari anglès Oxford assenyala l'expressió rent party (festes en les quals es contractava un grup i després es passava un barret per a recollir diners i pagar-lo) com a sinònim d'skiffle. La primera vegada que es va usar el nom en enregistraments va ser el 1925 per Jimmy O'Bryant and his Chicago Skifflers. L'skiffle es va fer extremadament popular al Regne Unit a finals dels anys 50, quan Lonnie Donegan va tenir un èxit mundial amb la cançó Rock Island Line. Altres grups coneguts del Regne Unit van ser The Gin Mill Skiffle Group, i The Quarrymen (futurs The Beatles). La popularitat d'aquesta música simple va obrir els ulls als joves britànics que es van adonar que podien tocar música i tenir èxits de vendes. El resultat va ser, anys més tard, l'anomenada «invasió britànica»: l'explosió musical comercial de la música britànica als EUA.